# Beretta ARX-160

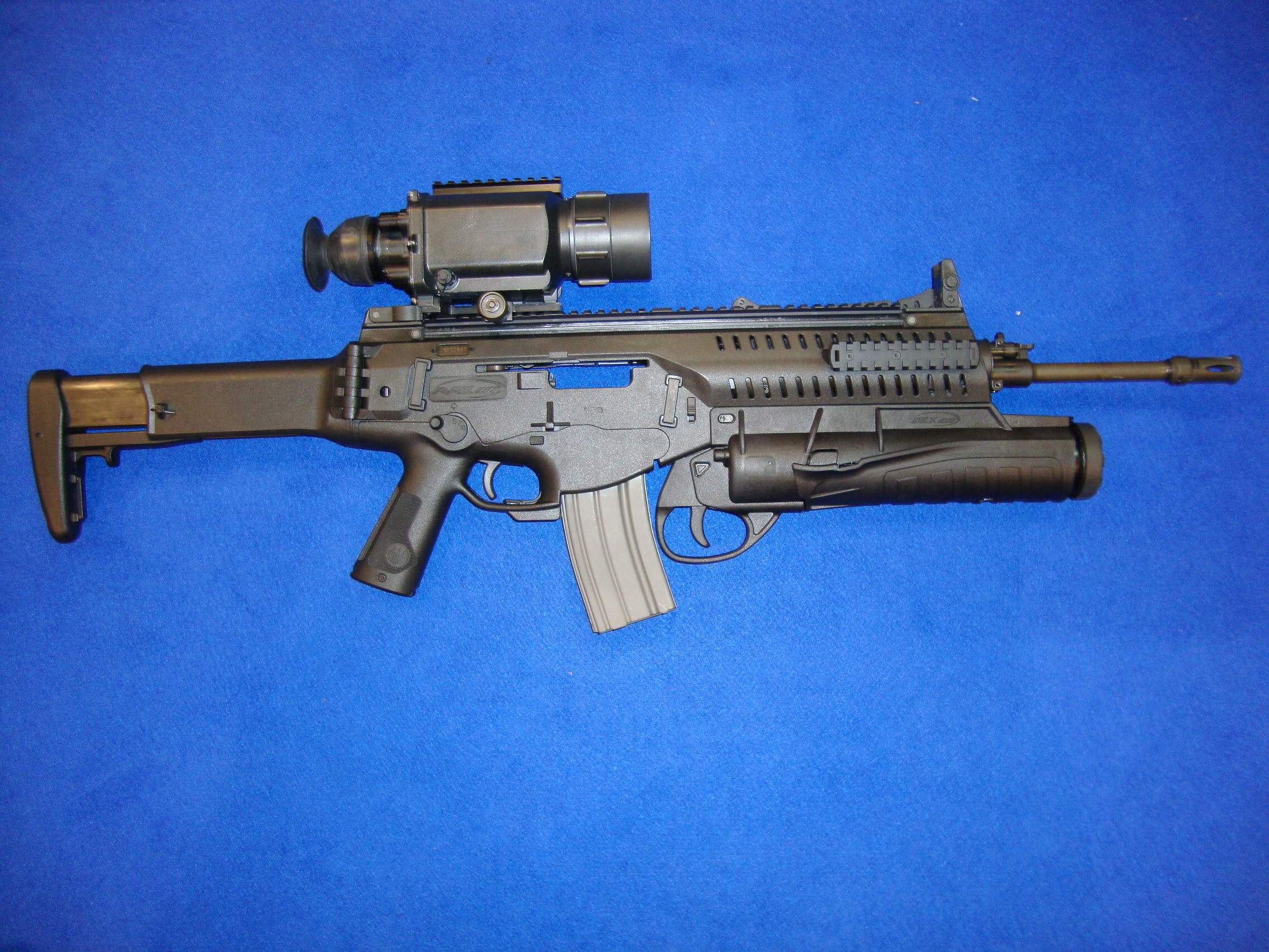
El ARX-160 con mira térmica y lanzagranadas GLX-160.

El ARX-160 es un fusil de asalto que fue desarrollado por la reconocida compañía de armas Beretta para cumplir con los requerimientos del programa "Soldado del Futuro" del ejército de la República de Italia.

## Características
Los requerimientos para el programa Soldado del futuro establecen que el fusil debe poder adaptarse fácilmente a varios calibres y al uso de cañones de distintas longitudes además de ofrecer un diseño ergonómico y la posibilidad de adaptar diversos componentes. El fusil se encuentra disponible para los cartuchos 5,56 × 45 mm OTAN y 7,62 × 51 mm OTAN y usa los cargadores STANAG.
El fusil comparte muchas características AR-70/90. Es accionado por los gases del disparo y posee un sistema de pistón de recorrido corto, siendo el armazón del fusil construido principalmente en polímero, el acabado es liso y fluido sin partes salientes innecesarias. No es 100% ambidiestro pero si incluye controles a ambos lados del fusil (selector de modo de disparo y el mecanismo de carga) además de la posibilidad de cambiar la salida de eyección de las vainas con solo rotar el mecanismo correspondiente. La culata es plegable y extensible a la vez. Posee un sistema de cambio rápido del cañón, sin utilizar herramientas, siendo el de 41 cm el estándar. También está disponible uno de 30 cm para fuerzas especiales y un cañón pesado de 41 cm para ser usado como fusil de precisión, está en desarrolló un cañón de 51 cm de largo. Para poder adaptar los diversos componentes se han instalado rieles Picatinny hechos en aluminio a los costados y debajo del arma. Aparte de la posibilidad de instalar linternas, miras láser y grips auxiliares, se ha creado el lanzagranadas especial de 40 mm GLX 160 lo que permite una rápida integración de este en el fusil sin alterar las características del arma de forma significativa y un nuevo sistema electrooptico que combina un visor nocturno de amplificación de imagen con una mira de punto rojo.

## Variantes
- ARX-100: Variante semiautomática para el mercado civil.
- ARX-200: Variante calibre 7,62 × 51 mm OTAN.

## Operadores

### Actuales
- Albania: Fuerzas especiales[1]
- Argentina: Un fusil y un lanzagranadas Beretta GLX-160 donados por Beretta para pruebas.[2] En diciembre de 2016 se llegó a un acuerdo con la firma Beretta para fabricar el ARX-200 en Argentina.[3] Sin embargo, desde entonces y hasta el día de la fecha (mayo de 2025), no se ha concretado ningún plan de producción, por lo que se asume que se ha cancelado.
- Francia[4]
- Egipto: Fuerzas especiales[5]
- Guatemala: Usado por los soldados destacados en las misiones de Naciones Unidas
- India[6]
- Italia: Ejército Italiano, Arma de Carabineros
- Kazajistán: Fuerzas armadas[7]
- México: Policía Federal (PF) Fuerza Civil (FC) [Agencia Estatal de Investigaciones Nuevo León] [Agencia Estatal de Investigaciones Oaxaca] [Agencia Estatal de Investigaciones de Jalisco]
- Paraguay: La Secretaría Nacional Antidrogas (SENAD) adoptó los fusiles ARX160,con supresores y sistemas ópticos además de los lanza granadas de 40 mm Beretta GLX-160.[cita requerida]
- Turkmenistán: Fuerzas armadas[8]